# آییم
آییم (به ازبکی: Oyim) یک منطقهٔ مسکونی در ازبکستان است که در شهرستان جلال‌قدوق واقع شده‌است. آییم ۳۲٬۷۵۰ نفر جمعیت دارد.